# WWE Diva Search
Il WWE Diva Search, noto come WWE Raw Diva Search fino al 2006, è stato un concorso femminile di wrestling organizzato annualmente dalla World Wrestling Entertainment tra il 2004 e il 2007; la vincitrice del concorso, oltre a guadagnare duecentomila dollari, otteneva un contratto a tempo pieno con la WWE.

## Modalità
Ogni settimana si svolgeva una prova di abilità che permetteva alla vincitrice di mantenere l'immunità e non andare quindi al televoto; il pubblico sceglieva quale ragazza eliminare tramite SMS (valido solo ed esclusivamente per i clienti dei gestori telefonici residenti negli Stati Uniti d'America).

## Edizioni

### 2004

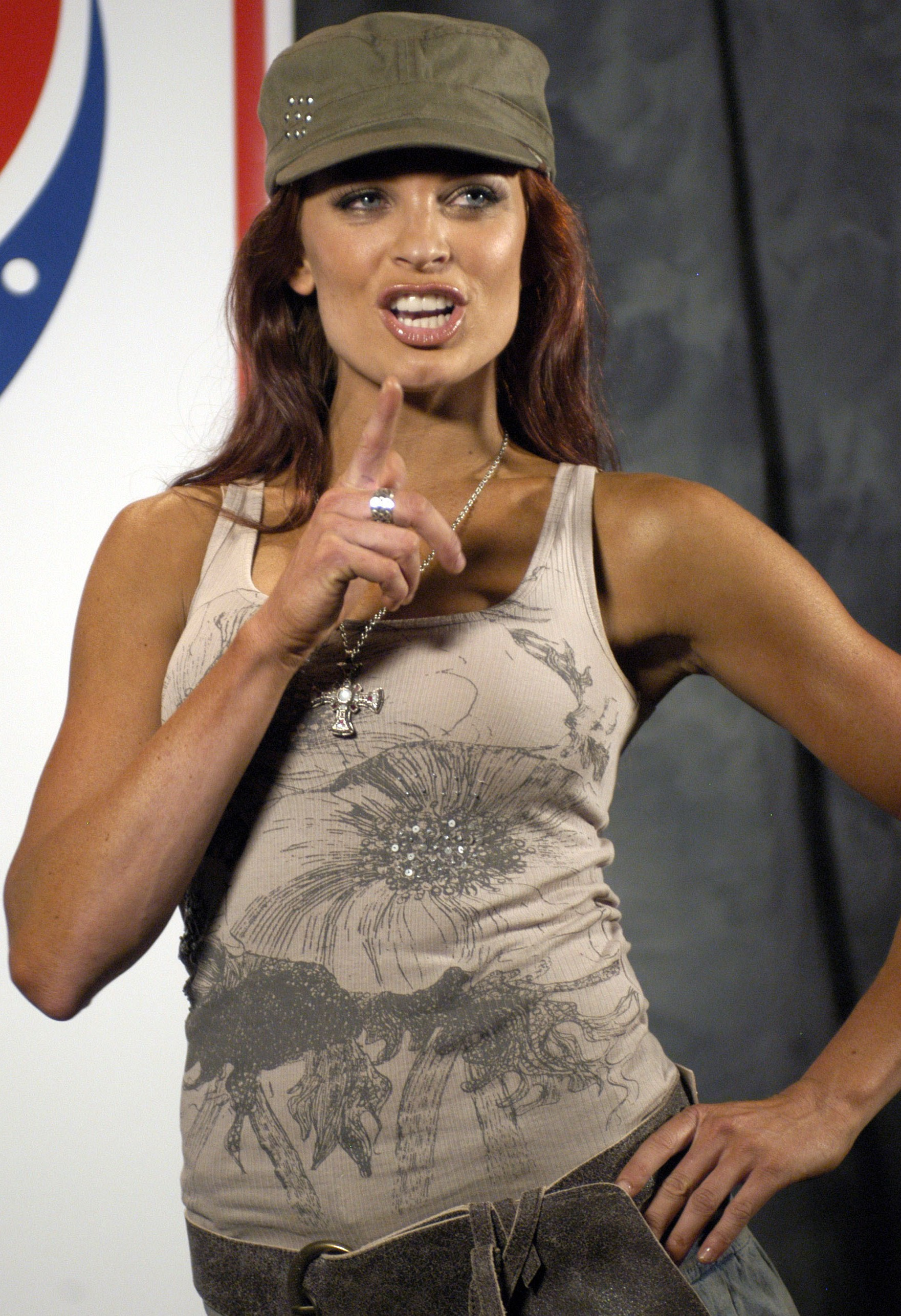
Christy Hemme

La prima edizione del WWE Diva Search si è svolta tra il 15 luglio e il 20 settembre 2004 ed è stata vinta da Christy Hemme.
| Concorrente       | Concorrente | Concorrente            | Posizione        |
| Nome              | Età         | Provenienza            | Posizione        |
| ----------------- | ----------- | ---------------------- | ---------------- |
| Christy Hemme     | 23          | Poway (California)     | Vincitrice       |
| Carmella DeCesare | 26          | Avon Lake (Ohio)       | 2ª classificata  |
| Joy Giovanni      | 26          | Boston (Massachusetts) | 3ª classificata  |
| Amy Weber         | 34          | Mapleton (Illinois)    | 4ª classificata  |
| Maria Kanellis    | 22          | Ottawa (Illinois)      | 5ª classificata  |
| Tracie Wright     | 24          | Atlanta (Georgia)      | 6ª classificata  |
| Michelle McCool   | 24          | Palatka (Florida)      | 7ª classificata  |
| Chandra Costello  | 28          | Liberty (Kentucky)     | 8ª classificata  |
| Camille Anderson  | 26          | Dallas (Texas)         | 9ª classificata  |
| Julia Costello    | 28          | Liberty (Kentucky)     | 10ª classificata |

### 2005

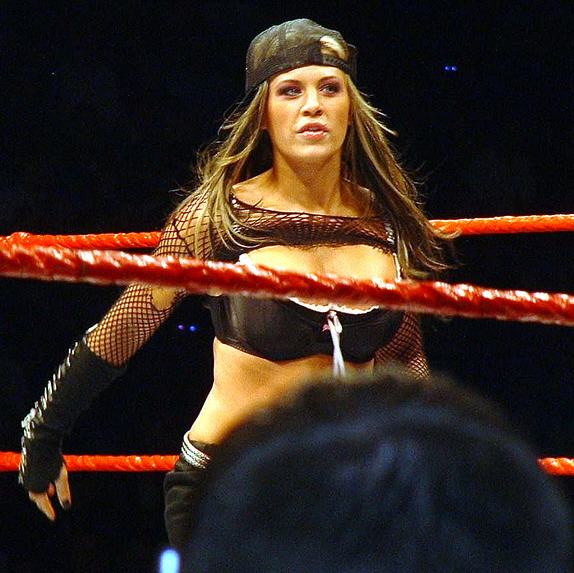
Ashley Massaro

La seconda edizione del WWE Diva Search si è svolta tra il 27 giugno e il 15 agosto 2005 ed è stata vinta da Ashley Massaro.
| Concorrente        | Concorrente | Concorrente              | Posizione       |
| Nome               | Età         | Provenienza              | Posizione       |
| ------------------ | ----------- | ------------------------ | --------------- |
| Ashley Massaro     | 26          | Babylon (New York)       | Vincitrice      |
| Leyla Milani       | 23          | Toronto (Ontario)        | 2ª classificata |
| Elisabeth Rouffaer | 22          | Santa Crùz (California)  | 3ª classificata |
| Kristal Marshall   | 21          | Los Angeles (California) | 4ª classificata |
| Summer DeLin       | 24          | Shreveport (Louisiana)   | 5ª classificata |
| Cameron Haven      | 24          | Lake Worth (Florida)     | 6ª classificata |
| Simona Fusco       | 25          | Milano (Lombardia)       | 7ª classificata |
| Alexis Ondrade     | 23          | Costa Mesa (California)  | 8ª classificata |

### 2006

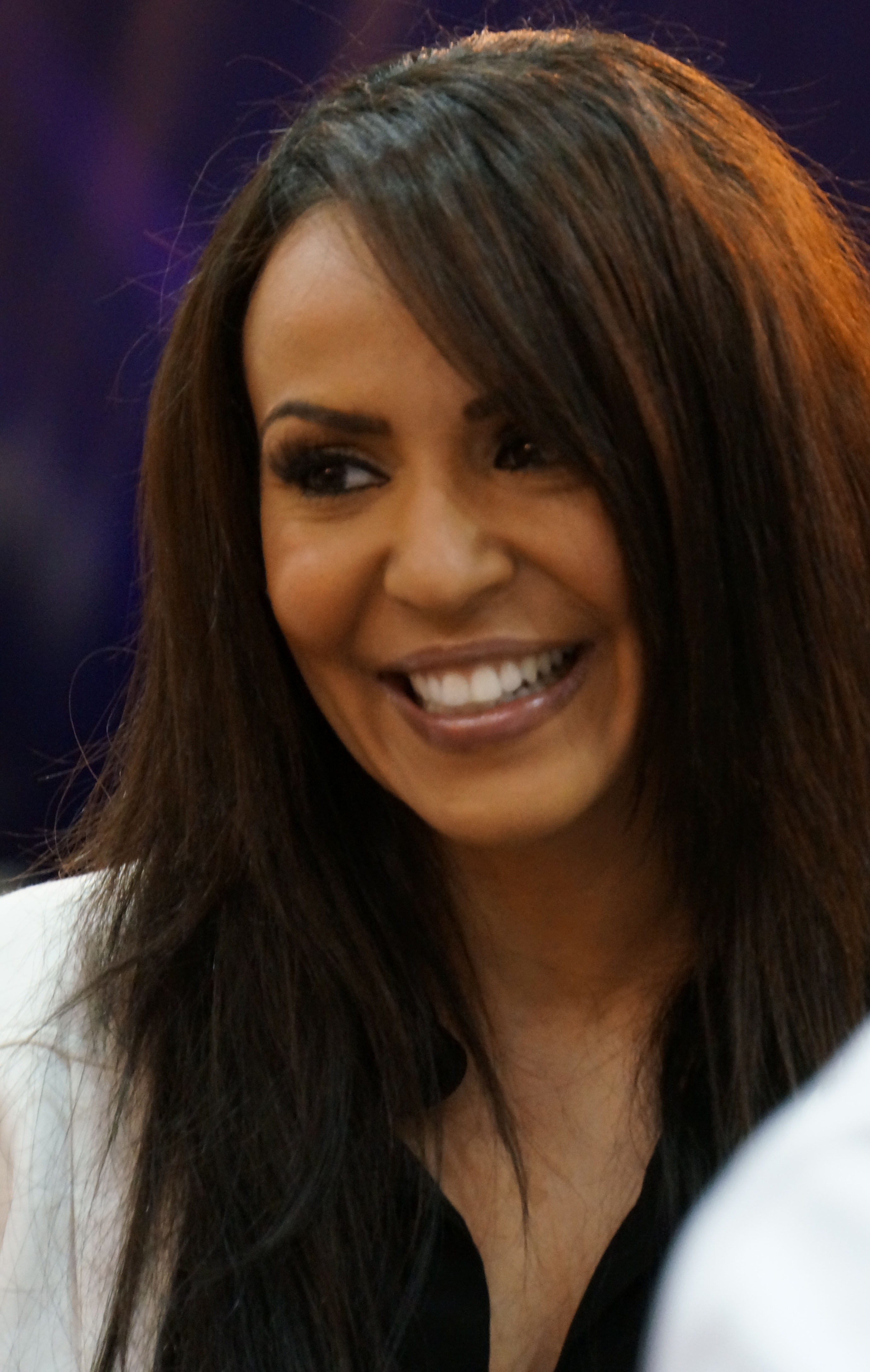
Layla El

La terza edizione del WWE Diva Search si è svolta tra il 10 luglio e il 16 agosto 2006 ed è stata vinta da Layla El.
| Concorrente      | Concorrente | Concorrente                  | Posizione       |
| Nome             | Età         | Provenienza                  | Posizione       |
| ---------------- | ----------- | ---------------------------- | --------------- |
| Layla El         | 29          | Londra (Greater London)      | Vincitrice      |
| Jennifer England | 27          | Lansing (Michigan)           | 2ª classificata |
| J.T. Tinney      | 25          | Phoenix (Arizona)            | 3ª classificata |
| Milena Roucka    | 26          | Vancouver (British Columbia) | 4ª classificata |
| Erica Chevillar  | 23          | Boca Ratòn (Florida)         | 5ª classificata |
| Rebecca DiPietro | 26          | Rehoboth (Massachusetts)     | 6ª classificata |
| Maryse Ouellet   | 23          | Montréal (Québec)            | 7ª classificata |
| Amy Zidian       | 23          | Orlando (Florida)            | 8ª classificata |

### 2007

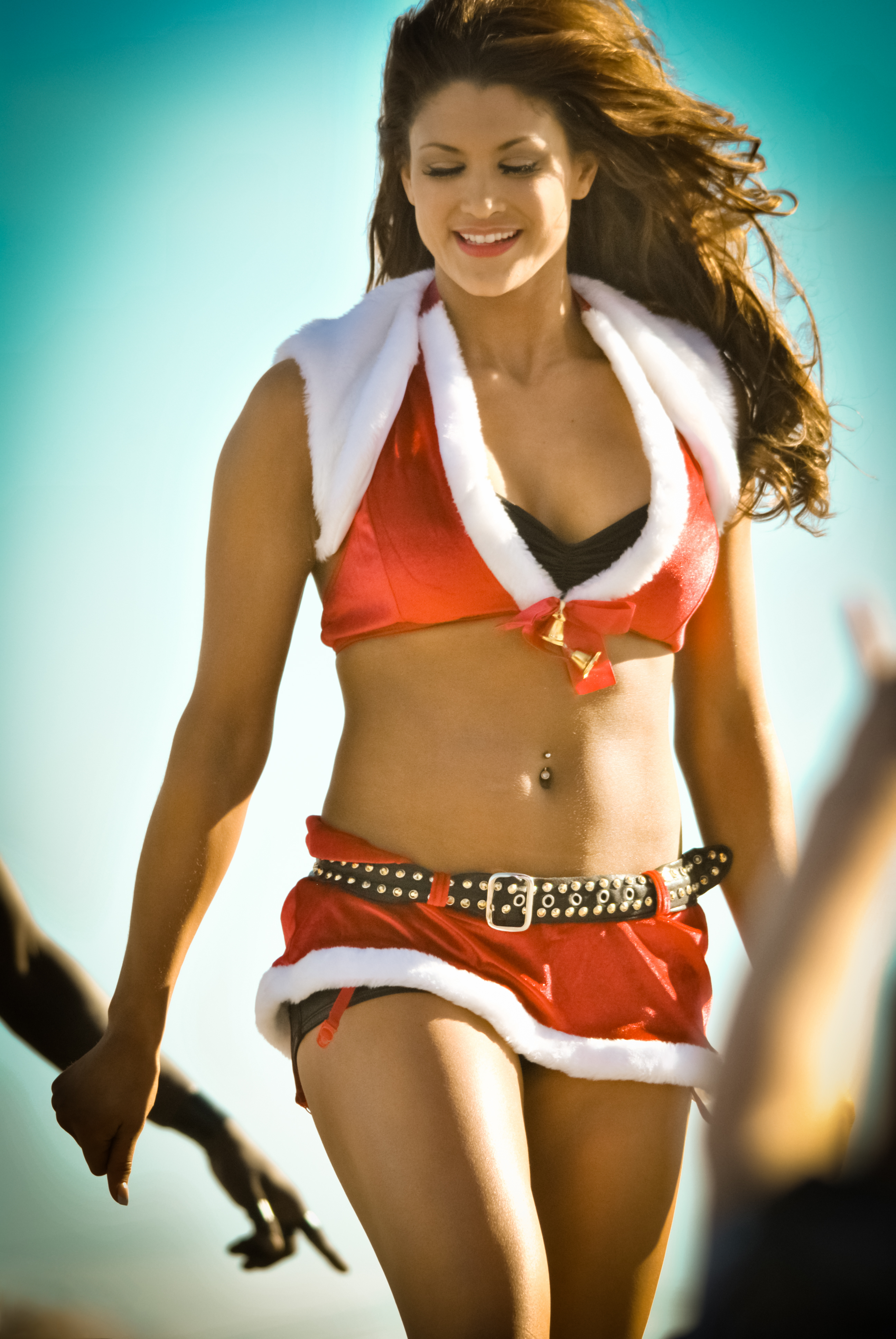
Eve Torres

La quarta ed ultima edizione del WWE Diva Search si è svolta tra il 10 settembre e il 29 ottobre 2007 ed è stata vinta da Eve Torres. 
| Concorrente       | Concorrente | Concorrente                  | Posizione       |
| Nome              | Età         | Provenienza                  | Posizione       |
| ----------------- | ----------- | ---------------------------- | --------------- |
| Eve Torres        | 22          | Denver (Colorado)            | Vincitrice      |
| Brooke Gilbertsen | 22          | Chicago (Illinois)           | 2ª classificata |
| Lena Yada         | 27          | Los Angeles (California)     | 3ª classificata |
| Taryn Terrell     | 21          | New Orléans (Louisiana)      | 4ª classificata |
| Jessica Hatch     | 26          | Montréal (Québec)            | 5ª classificata |
| Jennifer Kim      | 24          | Catawba (North Carolina)     | 6ª classificata |
| Lyndy Frieson     | 22          | Vancouver (British Columbia) | 7ª classificata |
| Naomi Kirk        | 24          | Leeds (West Yorkshire)       | 8ª classificata |

## Progetti successivi
Nel febbraio del 2013 la World Wrestling Entertainment ha organizzato un concorso a porte chiuse nell'area di Los Angeles (California) al quale hanno partecipato alcune ragazze che sarebbero poi state assunte dalla WWE, tra le quali si ricordano Alexa Bliss, Eva Marie e Lana.
Il 29 marzo 2015, durante WrestleMania 31, era stato annunciato il ritorno del WWE Diva Search entro la fine dell'anno, ma ciò non è mai accaduto.